# Кленовая Гора
Кленовая Гора (мар. Нӱлмарий) — посёлок в Волжском районе Республики Марий Эл. Входит в состав Обшиярского сельского поселения. Находится на одноименной возвышенности.

## География
Находится в южной части республики Марий Эл на расстоянии приблизительно 28 км по прямой на север от районного центра города Волжск.

## История
Посёлок образован на базе санатория «Кленовая Гора», рассчитанного на 540 мест. Санаторий, построенный в 1987 году, использует воды источника «Зелёный ключ».

## Население
Население составляло 419 человека (мари 60 %) в 2002 году, 414 в 2010.